# 情報司令部
大韓民国国軍情報司令部（だいかんみんこくこくぐんじょうほうしれいぶ、韓: 정보사령부、英:  Korea Defence Intelligence Command (KDIC)）、略称：情報司は、大韓民国国軍にて、情報収集及び諜報業務を遂行する国防部国防情報本部傘下の機能司令部である。海外/対北軍事情報収集及び機密諜報業務を担当しており、その中でも特に人間情報分野に重点を置いている。過去に北朝鮮に潜入した特殊工作員である北派工作員の所属機関としてもよく知られている。
上位部隊である国防情報本部や同じくその傘下の777司令部と同様、活動実態のほとんどが機密事項であるため、公表されている情報は極めて少ない。

## 沿革

### 陸軍
1945年11月に米軍政庁国内警備部（統衛部）に情報課が設置された。1946年1月15日に創設された南朝鮮国防警備隊総司令部の「情報課」が母体であり、その後、情報処に改編される。1948年5月に傘下部署として内部の防諜を担当する特別調査課(Special Intelligence Service, SIS、長：金安一少領)が設置され、麗水・順天事件以降大規模な粛軍に従事した。
1948年8月に情報局と改称され、9月に大韓民国国軍の正式成立に伴い陸軍本部の傘下に入った。それに伴い、統衛部情報課とも合併した。11月に諜報分析を担当する「情報隊」（第1課）が設置された。朝鮮戦争勃発直後の1950年7月に諜報作戦を担当する「工作課」（第2課）が新設された。これにより、既存の防諜隊（特別調査課より改称）は「第3課」と呼ばれたが、同年10月に第3課は情報局から分離して陸軍本部直属の「特務部隊」(CIC)となり、のち国軍機務司令部、現国軍防諜司令部として現在に至る。
第2課は白骨兵団とともに戦地で非正規活動を展開し、1951年3月に諜報分遣隊本部(Headquarters of Intelligence Detachment, HID)として分離独立。李承晩大統領の指示で7月16日より3度にわたり板門店の休戦協定会談場の破壊工作を試みた。当時実行した金晋洙少尉によれば、一度目の襲撃の際は、国連軍側、共産軍側ともに黙認の姿勢をとったという。8月に二度目の襲撃を行い、前後して19日には警備中の志願軍の憲兵小隊を襲撃し、小隊長を射殺、隊員一名を負傷させた。9月の三度目の突入では志願軍の警備人員8名を捕虜にしたが、以降は国連軍からの圧力で板門店から遠ざけられた。
休戦後もHIDは北派工作を続け、1961年に陸軍諜報隊(Army Intelligence Unit, AIU)に改編された。1972年に陸軍情報隊と陸軍諜報隊が再統合され、「陸軍情報司令部」(Army Intelligence Command, AIC)が設置された。

### 海軍と空軍
1948年9月に海軍作戦局内に情報課が創設され、1954年に海軍情報部隊（UDU）に改編された。空軍は1954年に情報部隊「第20特務戦隊」（第2325部隊）を創設した。その工作部隊の一つ、第209分遣隊（第684部隊）は実尾島事件を引き起こした事で知られる。

### 1990年以降
1990年9月29日に3軍の情報部隊が統合され、国軍情報司令部が創設された。その後、1999年3月30日に「国軍情報司令部令」が廃止され、国防情報本部傘下に編入され、部隊名称が従来の国軍情報司令部から情報司令部に変更された。
情報司本部はソウル特別市瑞草区瑞草洞にあったが、2013年に京畿道安養市万安区朴達洞に移転した。それまで建物の存在がソウル瑞草大路の内房駅と瑞草駅の間を遮っていたため、旧情報司跡の地下に瑞草トンネルが2019年4月22日に開通した。

## 不祥事

### 白色テロ
第五共和国時代に司令官を務めた李鎮三は在任中の1985年〜86年にかけて、民主化推進協議会の共同議長であった金泳三や新韓民主党副総裁楊淳稙、民主党議員金東周への自宅への侵入や暴行など計5件の民主派政治家の襲撃事件を指示したとして、民主化後の1993年に逮捕、起訴され、執行猶予2年が確定した。
1988年8月、中央経済新聞の社会部長として軍部への批判的な論陣を張っていた呉弘根記者が自宅マンションで情報司令部の部隊に襲撃され重傷を負った。これを受け、実行隊長が逮捕され、李鎮百司令官が更迭された。李鎮百は李鎮三の弟である。

### 情報漏洩
2017年7月、情報司令部の内部情報である北朝鮮関連の軍事機密74件を駐韓防衛駐在官2名に漏洩させたとして、情報司令部元幹部と脱北者団体の代表が逮捕された。
情報司令部元幹部と脱北者は2013～2017年、2320万ウォンを見返りとして「咸南・平南地域ミサイル武器貯蔵室の位置及び貯蔵量」「北朝鮮の海外ミサイル技術者採用」「北朝鮮のSLBM潜水艦開発」「対北制裁品目密搬入の動向」など計74件の3級機密情報を手渡した。防衛駐在官のうち1名はペルソナ・ノン・グラータを受け、もう1名も2019年6月に出国した。
2024年7月30日、軍事機密を中国籍の朝鮮族に流出したとして司令部に勤務する軍務員（軍属）が逮捕された。朝鮮族の人物は朝鮮人民軍偵察総局関係者とみられ、1億6千万ウォン（約1740万円）以上を見返りとして海外で諜報活動を行う軍情報要員の身元情報など軍事機密を受け取った。これを受け、海外活動中の情報要員に一時帰国措置が取られた。　

### 2024年非常戒厳での内乱未遂
尹錫悦大統領による「非常戒厳」宣言直後の12月3日、中央選挙管理委員会果川庁舎に情報司令部所属の戒厳軍将兵10名が侵入し、職員の夜間当直者５人の携帯電話を押収し、有線電話を遮断した上でサーバールームを撮影していたが、議会の戒厳令否決を受けて撤収した。本計画を指示したとして、現司令官の文相虎と元司令官の盧尚元が12月18日、警察の特別捜査団により緊急逮捕された。
退役後、占い師をしていた盧尚元は金龍顕国防相とも近い存在で、非常戒厳宣言の２日前の12月1日、ムン司令官、部下２人とソウル郊外の京畿道安山のロッテリア常緑樹店で会食。その際、中央選挙管理委員会の資料の確保のため、果川庁舎への兵力投入を計画したとされる。

## 歴代司令官
その特性上、司令官以外の人事が現役時点で公表されることはほとんどない。三軍統合後も陸軍出身者で、陳鍾埰をはじめ第8師団長経験者が多い事が特徴。
| 漢字/片仮名表記               | 原語表記         |        |                        |                      |                          |                          |                                      |
| 警備隊総司令部情報課          |                  |        |                        |                      |                          |                          |                                      |
| 1                             | 米軍航空隊少佐   |        | 1946.1.14              |                      |                          |                          |                                      |
| 2                             | 崔泓熙           | 최홍희 | 1947.3.3 -             | 軍英1期              | 第2連隊長                | 軍需局長                 |                                      |
| 陸軍本部情報局                |                  |        |                        |                      |                          |                          |                                      |
| 1                             | 白善燁           | 백선엽 | 1948.4 -               | 奉天9期              |                          |                          |                                      |
| 2                             | 李龍文           | 이용문 | 1949.7.30              | 日本航士50期 軍英1期 | 機甲連隊長               |                          |                                      |
| 3                             | 申尚澈           | 신상철 | 1947.10.27             | 日本航士58期 軍英1期 | 軍紀司令官               | 第6師団長                |                                      |
| 4                             | 張都暎           | 장도영 | 1949.11.13             | 軍英1期              | 第9連隊長                | 第6師団長                |                                      |
| 5                             | 白仁燁           | 백인엽 | 1950.10.24 - 1951.1.14 | 軍英1期              | 首都師団長               | 第1訓練所長              |                                      |
| 6                             | 李翰林           |        | 1951.1.14              |                      |                          |                          |                                      |
| 代                            | 李厚洛           |        | 1951.4.6               |                      | 情報局次長               |                          |                                      |
| 7                             | 金宗平           | 김종평 | 1951.4.19              |                      |                          | 職務停止                 | 政治関与の容疑で逮捕                 |
| 8                             | 金炯一           | 김형일 | 1952.8.18 -            | 軍英1期              | 陸軍本部軍需局長         | 米留学                   |                                      |
| 代                            | 金在鉉           | 김재현 | 1953.5.9               | 警士2期              | 第2軍団情報参謀          |                          |                                      |
| 9                             | 石主岩           |        | 1953.8.19              |                      |                          |                          |                                      |
| 10                            | 金炯一           | 김형일 | 1953 - 1956            | 軍英1期              | 米留学                   | 連合参謀本部長           |                                      |
| 11                            | 金桂元           | 김계원 | 1956.4 - 1958          | 軍英1期              | 第27師団長               | 兵站監                   |                                      |
| 情報局諜報分遣隊/陸軍諜報部隊 |                  |        |                        |                      |                          |                          |                                      |
| 1                             | 李極星           | 이극성 | 1951.3 - 1952          | 警士3期              |                          | 米留学                   |                                      |
| 2                             | 李哲熙           | 이철희 | 1952-1954              | 警士2期              | 第7師団参謀長            | 情報学校長               |                                      |
| 3                             | 韓信             | 한신   | 1954-1955              | 警士2期              | 第5師団副師団長          | 輸送監                   |                                      |
| 4                             | 李極星           | 이극성 | 1955 - 1956            | 警士3期              | 第1連隊長                |                          |                                      |
| 5                             | 李哲熙           | 이철희 | 1956-1957              | 警士2期              | 連合参謀本部二部次長     | 連合参謀本部二部次長     |                                      |
|                               | 朴璟遠           | 박경원 | 1959?-1961.5           | 軍英1期              | 陸軍本部兵站監           | 第2軍団長                |                                      |
|                               | 李哲熙           | 이철희 | 1961.5-1965?           | 警士2期              | 防諜部隊長               | 国防大学入学             |                                      |
|                               | 曺千成           | 조천성 | 1969? -1970.11.7       | 陸士8期              | 第1空輸旅団長            | 第9師団長                |                                      |
| 陸軍情報司令部                |                  |        |                        |                      |                          |                          |                                      |
| 1                             | 陳鍾埰           | 진종채 | 1972 - 1973            | 陸士8期              | 第8師団長                | 首都警備司令官           |                                      |
| 2                             | 姜信卓           | 강신탁 | 1973 -                 | 陸士8期              | 第39師団長               |                          |                                      |
|                               | 柳根桓           | 류근환 | 1978? -                | 甲種2期              | 第8師団長                |                          |                                      |
|                               | 白雲沢           | 백운택 | 1981 - 1982.6          | 陸士11期             | 第9師団長                | 第1軍団長                | ハナフェ                             |
|                               | 李鎮三           | 이진삼 | 1985 - 1987            | 陸士15期             | 第21師団長               | 第3軍団長                | ハナフェ                             |
|                               | 李賢雨           | 이현우 | 1987 - 1988            |                      |                          |                          |                                      |
|                               | 李鎮百           | 이진백 | 1988- 1988.10          | 甲種153期            | 第8師団長                |                          | 李鎮三の弟、呉弘根記者襲撃事件で更迭 |
|                               | イ・ジュンヒョン | 이중형 | 1988.10 - 1990?        | 陸士16期             |                          |                          |                                      |
| 国軍情報司令部                |                  |        |                        |                      |                          |                          |                                      |
|                               | ペ・デウン       | 배대웅 | 1990? - 1993?          | 陸士18期             | 国防部連絡官             |                          | ハナフェ                             |
|                               | キム・ヨンチョル | 김영철 | 1994.10 -              | 学軍4期              | 第12師団長               |                          |                                      |
|                               | 権鎮鎬           | 권진호 | - 1994.10              | 陸士19期             |                          |                          |                                      |
|                               | ソ・テソク       | 서태석 | 1994.10 -              | 陸士21期             | 合同参謀本部北韓情報部長 |                          |                                      |
|                               | 金軍植           | 김군식 | 2001.11.19 - 2003.4    | 三士1期              | 第27師団長               |                          |                                      |
|                               | オ・ハンギュン   | 오항균 | 2003.4 - 2006          | 陸士29期             | 第8師団長                | 予備役                   |                                      |
|                               | ？               |        | 2006 - 2008.11         |                      |                          |                          |                                      |
|                               | 張璟旭           | 장경욱 | 2008.11 - 2010.12      | 陸士36期             | 統合参謀本部情報制作局長 | 統合参謀本部軍事情報部長 |                                      |
|                               | チョ・ボグン     | 조보근 | - 2013.10              | 第22師団長           | 国防情報本部長           |                          |                                      |
|                               | キム・ファンロク | 김황록 | 2013.10 - 2015.10      | 陸士40期             | 第79連隊長               | 国防情報本部長           |                                      |
|                               | 盧尚元           | 노상원 | - 2018                 | 陸士41期             |                          | 陸軍情報学校長           |                                      |
|                               | イ・ヨンギ       | 이영기 | 2018 -                 | 陸士41期             |                          |                          |                                      |
|                               | チェ・セファン   | 최세환 | 2018 -                 | 陸士41期             |                          |                          |                                      |
|                               | イ・ファス       | 이화수 | 2019.11 - 2021.12      | 陸士44期             |                          | 予備役編入               |                                      |
|                               | ヤン・ジョンソプ | 양전섭 | 2021.12 - 2023.11      | 陸士48期             | 第2軍情報処長            | 777司令官                |                                      |
|                               | 文相虎           | 문상호 | 2023.11 - 2024.12      | 陸士50期             |                          | 職務停止                 | 内乱容疑で逮捕                       |
| 代                            | イム某           |        | 2024.12 -              | 非公表               | 情報司令部参謀長         |                          | 准将、司令官代行                     |